# هری بوت
 هری بوت (انگلیسی: Harry Boot؛ زاده ۲۹ ژوئیه ۱۹۱۷ درگذشته ) یک فیزیک‌دان اهل انگلستان بود.